# La Parisienne d'Images
 (octobre 2012).
Si vous disposez d'ouvrages ou d'articles de référence ou si vous connaissez des sites web de qualité traitant du thème abordé ici, merci de compléter l'article en donnant les références utiles à sa vérifiabilité et en les liant à la section « Notes et références ».
La Parisienne d'Images est une société de production audiovisuelle parisienne fondée début 2003 par Gilles Galud. Elle a créé la Nouvelle Trilogie pour Canal+, un laboratoire expérimental de fictions novatrices ainsi que les magazines Les films faits à la maison et L'œil de Links.

## La nouvelle trilogie
Dès 2005, La Parisienne d’Images se lance dans la fiction en proposant à Canal+ de développer un laboratoire de fiction destiné aux jeunes talents : La nouvelle trilogie. La plupart des auteurs et réalisateurs sont repérés parmi les amateurs qui envoient leurs films faits à la maison. La chaîne affecte Bruno Gaccio, Directeur Général Adjoint de la Fiction à Canal+, au suivi de ce projet.
La Nouvelle Trilogie Saison 1 (2006)
- Turbulences : 6 × 15 min (et 90 min), écrit par Virginie Boy et Nicolas Hourès, réalisé par Nicolas Hourès. Grand Prix du Public et Révélation Masculine pour Michaël Abitboul au Festival de fiction, Saint-Tropez septembre 2006, Prix de la meilleure bande son au Festival HD, Paris, novembre 2006.
- Enterrement de vie de jeune fille : 6 × 15 min (et 85 min), une série des Quiches écrite par Déborah Saïag et David Bouaziz, réalisée par Déborah Saïag. Sélectionné au Festival de Fiction de Saint-Tropez, septembre 2006.
- Les Multiples, série d’animation 6 × 15 min, écrit par Julien David et David Azencot, réalisé par Julien David.

La Nouvelle Trilogie Saison 2 (2007)
- Les Interminables, 3 × 26 min (et 85 min), scénario : Marie-Pierre Folliard, réalisé par Thomas Pieds.
- Madame Hollywood, 3 × 26 min (et 85 min) : écrit par Olivier Abbou et Delphine Bertholon. réalisé par Olivier Abbou. Sélectionné au Festival TV de Cologne, octobre 2007.
- Pierre (41), 3 x 26 min (et 85 min) : écrit et réalisé par Tristan Séguéla et Jimmy Halfon. Prix de la Contribution Artistique au Festival de Fiction de Saint-Tropez, septembre 2007.

La Nouvelle Trilogie Saison 3 (2008)
- En attendant demain, 3 × 26 min (et 85 min), écrit et réalisé par Amine Bouyabene, Sylvain de Zangroniz & Ernesto Ona.
- Hard 6 × 26 min et 2 × 85 min, écrit et réalisé par Cathy Verney. Sélectionné et doublement primé au Roma Fiction Festival, juillet 2008.
- Doom-doom 3 × 26 min et 85 min, écrit par Virgile Bramly & Laurent Abitbol, réalisé par Nicolas Mongin et Laurent Abitbol.

La Nouvelle Trilogie Saison 4 (2009)
- La Fille au fond du verre à saké, 3 × 26 min (et 85 min), écrit et réalisé par Emmanuel Sapolsky.
- Sweet Dream, 3 × 26 min (et 85 min), écrit par Gaelle Royer et Jean-Philippe Amar et réalisé par Jean-Philippe Amar.
- Kali (série télévisée) 3 × 26 min et 85 min, et format web serie, écrit par Richard Johnson, Elias Jabre et Virgile Bramly, réalisé par Richard Johnson.

La Nouvelle Trilogie Saison 5 (2010)
- Darwin 2 : 3 × 26 min (et 85 min), écrit par Vincent Amouroux et Franck Pitiot et réalisé par Vincent Amouroux et Franck Pitiot.
- Catch moi : 3 × 26 min (et 85 min), écrit par Mehdi Ouahab et réalisé par Mehdi Ouahab.

La Nouvelle Trilogie Saison 6 (2011)
- Bxl-Usa : 1 × 90 min écrit et réalisé par Gaétan Bavaernage. Prix de la meilleure comédie et meilleure direction artistique au Festival de Fiction de La Rochelle.
- De l'encre (série télévisée) : 1 × 90 min, écrit et réalisé par Ekoué labitey et Mohamend Bourokba (La Rumeur). Sélectionné et primé au Festival Tous Écrans de Genève avec le Prix TV5 Monde du meilleur long métrage Francophone et le prix du public.
- Hard (série télévisée) Saison 2 : Production 12 × 26 min, suite de la série 6 × 26 min, produite dans le cadre de la Nouvelle Trilogie saison 3. Auteurs : Cathy Verney, Thierry Beaupère, Stéphane Foenkinos, Odile d'Oultremont et Cécile Berger. Réalisatrice : Cathy Verney et Benoît Pétré.

Diffusions en 2012 sur Arte
- Yes We Can (90 min) : écrit par Olivier Abbou, Delphine Bertholon et Nicolas Jones –Gorlin et réalisé par Olivier Abbou

La Nouvelle Trilogie Saison 7 (2012)
- Mange : 1 × 90 min écrit et réalisé par Julia Ducournau et Virgile Bramly.
- Les Voies impénétrables : 1 × 90 min écrit et réalisé par Noémie Saglio et Maxime Govare.
- La planète des cons : 1 × 95 min, coréalisé par Gilles Galud et Charlie Dupont. Sélectionné au Festival de Fiction de La Rochelle et Coup de cœur de Télépoche.